# (42555) 1996 RU31
(42555) 1996 RU31 è un asteroide troiano di Giove del campo greco. Scoperto nel 1996, presenta un'orbita caratterizzata da un semiasse maggiore pari a 5,248487 UA e da un'eccentricità di 0,111741, inclinata di 6,435579° rispetto all'eclittica. Ha un diametro di 17,909 km e un'albedo di 0,060.